# سفيدخاني كوتشك (مقاطعة دلفان)
سفيدخاني كوتشك (بالفارسية: سفیدخانی کوچک) هي قرية تقع في قسم ايتيوند الجنوبي الريفي (مقاطعة دلفان) في إيران. يقدر عدد سكانها بـ 0 نسمة بحسب إحصاء 2016.